# Бубастиска порта
Бубастиската порта е порта в древноегипетския храмов комплекс „Карнак“.
Представлява портал от зидани масивни каменни блокове. Известен е най-вече с барелефите, описващи завоевателните походи в Близкия Изток на фараона Шешонк I, които дават възможност за идентифициране на известни от Библията топоними в Палестина. Портата носи името на Двадесет и втора династия, наричана също и Бубастиска династия.